# Alocasia arifolia
Alocasia arifolia är en kallaväxtart som beskrevs av Hallier f. Alocasia arifolia ingår i släktet Alocasia och familjen kallaväxter. Inga underarter finns listade.